# 臧熹
臧 熹（ぞう き、375年 - 413年）は、東晋末の軍人。字は義和。本貫は東莞郡莒県。

## 経歴
臧俊の子として生まれた。臧愛親の弟にあたる。兄の臧燾とともに古典を好んだ。隆安初年に兵乱がたびたび起こるようになると、臧熹は騎射を習い覚え、武功を立てようと志した。溧陽県に立ち寄ったとき、溧陽県令の阮崇と狩猟をして、突進してくる虎を直前で射倒してみせた。元興3年（404年）、劉裕が桓玄打倒のために起兵すると、臧熹は劉裕に従った。京口の占拠にあたって、臧熹の族子の臧穆が桓修を斬った。劉裕が建康に進軍し、桓玄が敗走すると、臧熹は劉裕の命を受けて宮殿に入り、宮中の図書や器物を接収して、府庫に封印した。劉裕の下で行参鎮軍軍事をつとめ、員外散騎侍郎の位を受けた。再び参鎮軍軍事となり、東海郡太守を兼ねた。桓玄討伐に参加した功績により始興県五等侯に封じられた。また劉裕の下で参車騎軍事や参中軍軍事をつとめた。
義熙5年（409年）、劉裕が南燕に対する北伐を計画すると、東晋の朝廷では反対論が強かったが、臧熹は劉裕の北伐に賛同した。北伐軍の編成にあたって、臧熹は従軍を求めたが許されず、建威将軍・臨海郡太守となった。臨海郡は治安が極めて悪化していたが、臧熹が綱紀を粛正して、流民の定住をはかった。義熙6年（410年）、孫処が海道から広州を襲撃するにあたって、臨海郡を経由した。臧熹が補給の部隊を派遣したため、孫処は物資の不足に悩むことがなかった。臧熹は建康に召還されて散騎常侍の位を受けたが、母が死去したため辞職して喪に服した。義熙8年（412年）、劉毅に対する討伐に参加し、寧朔将軍の号を受けた。
義熙9年（413年）、劉裕が朱齢石を派遣して後蜀を討たせると、臧熹は水軍を率いて朱齢石に従った。寧朔将軍のまま建平巴東二郡太守を兼ねた。牛鞞で後蜀の大将譙撫之を撃破し、追撃してこれを斬った。成都が平定されるとまもなく、臧熹は病のため蜀郡牛鞞県で死去した。享年は39。光禄勲の位を追贈された。
子に臧質があった。

## 伝記資料
- 『宋書』巻74 列伝第34
- 『南史』巻18 列伝第8